# Brié-et-Angonnes
Brié-et-Angonnes là một xã thuộc tỉnh Isère, vùng Rhône-Alpes đông nam nước Pháp. Xã này nằm ở khu vực có độ cao từ 306-737 mét trên mực nước biển.